# Jonas Andersson Junkka
Jonas Andersson Junkka, född 4 maj 1975 i Kiruna, är en svensk tidigare professionell ishockeyspelare som har spelat i Kiruna, Frölunda, MoDo, Luleå Hockey, Esbo Blues, HPK Hämeenlinna, HIFK Helsingfors och Syracuse Crunch.